# Васильківська сільська рада (Петропавлівський район)
| Васильківська сільська рада — сільська рада Петропавлівського району Дніпропетровської області з адміністративним центром у селищі Васильківське. Сільській раді підпорядковані населені пункти: - c-ще Васильківське - с. Запоріжжя - с. Кунінова - с. Русакове - с. Сидоренко |

## Склад ради
Рада складається з 16 депутатів та голови.

## Керівний склад сільської ради
| ПІБ                         | Основні відомості                                                    | Дата обрання | Дата звільнення |
| --------------------------- | -------------------------------------------------------------------- | ------------ | --------------- |
| Курило Микола Анатолійович  | Сільський голова, 1959 року народження, освіта, член народної партії | 26.03.2006   | 31.10.2010      |
| Шаталов Микола Анатолійович | Сільський голова, 1955 року народження, освіта вища, безпартійний    | 31.10.2010   | 25.10.2015      |
| Курило Микола Анатолійович  | Сільський голова, 1959 року народження, освіта вища, безпартійний    | 25.10.2015   |                 |

Примітка: таблиця складена за даними джерела